# Liotrachela minuta
Liotrachela minuta är en insektsart som beskrevs av Brunner von Wattenwyl 1878. Liotrachela minuta ingår i släktet Liotrachela och familjen vårtbitare. Inga underarter finns listade i Catalogue of Life.